# Abdul Hamid (hockey sur gazon)
Pour les articles homonymes, voir Hamid.
Abdul Hamid (né le 7 janvier 1927 et mort le 12 juillet 2019) est un joueur de hockey sur gazon pakistanais. Il participe aux Jeux olympiques d'été de 1956 et aux Jeux olympiques d'été de 1960. En 1956, il remporte la médaille d'argent de la compétition mais remporte le titre olympique en 1960.

## Palmarès

### Jeux olympiques
- Jeux olympiques de 1956 à Melbourne,  Australie
  -  Médaille d'argent.
- Jeux olympiques de 1960 à Rome,  Italie
  -  Médaille d'or.